# 大灣交流道
大灣交流道是臺灣國道一號位於臺南市永康區大灣，指標為324k，與永康交流道、仁德交流道同為臺南市區的三大交流道，
也是目前距臺南市中心最近的交流道。與之交會的道路為市道180號；其連結臺南市區與永康大灣、歸仁、新化等地。
本交流道設有南下出口、北上入口匝道；以及供平面道路東行車輛進入北上匝道、南下出口往大灣方向車輛的迴轉道。而北上入口匝道與迴轉道已於2015年12月30日通車，南下出口匝道也於2016年7月6日通車。
交通部高速公路局曾將大灣交流道一度比照行經臺北市區與高雄市區以路名為出口預告的作法，將出口預告改為「復興路」，但因民眾習慣原本的地名出口預告，經過與臺南市政府交通局討論後，改為「大灣｜台南市東區」。
|  | 324 大灣 |  | 大灣 台南市東區 |

## 鄰近公路
- 市道177號
- 市道180號
- 市道180甲線

## 簡述
1990年代，國道高速公路局提出「中山高速公路台南都會區路段拓寬工程計畫」；包含目前已全部完工的國道一號主線拓寬、交流道改善及平面側車道闢建等三項工程，而大灣交流道的原始計畫：「主線高架橋及小東路交流道興建」卻因工程建設經費及土地徵收費用負擔龐大而暫緩執行。
然而近年來，既有的永康與仁德交流道其連絡道路在尖峰時段已出現容量不足等問題、且考量東台南副都心等相關開發建設計畫可能增加之龐大車流，臺南市政府交通局再度研議於國道一號永康與仁德之間新建大灣交流道。藉此分擔永康、仁德交流道之交通負荷，並改善台1線及市道182號長期以來的交通瓶頸，另外、考量本交流道距離指標為327K的仁德交流道僅2.7公里，故不設置南下入口與北上出口。

## 歷史
- 2006年11月8日：臺南市政府可行性評估報告經高速公路局審議通過
- 2010年7月28日：交通部核准增設
- 2011年1月10日：高速公路局開始辦理規劃設計
- 2011年11月21日：召開初步設計書圖審議會議[6]
- 2012年2月17日：行政院環保署召開第二次專案小組審查會，審核修正後通過[7]
- 2012年12月20日：本工程決標、總經費新臺幣6.19億元
- 2013年3月18日：開工
- 2013年8月12日：動工
- 2015年12月30日：北上入口、迴轉道通車
- 2016年7月6日：南下出口通車

## 相關工程
- 配合交流道施工，市道180號拓寬至30公尺寬，紓解往台南市區車流。
- 新闢30公尺寬之「幹3-1號（崑大路）」道路通往大灣。
- 市南10（22 裕農路）道路拓寬。
- 高速公路側車道延伸案：兩側平面道路由台20線預計延伸至永康交流道台1線[8]。

## 外部連結
- 國道一號大灣交流道示意圖 （页面存档备份，存于）（交通部高速公路局）